# Governo Essid
Il Governo Essid è stato il 28º governo della Repubblica di Tunisia, proposto il 4 febbraio 2015 e approvato il 6 febbraio da una maggioranza di 166 dei 217 parlamentari totali dell'Assemblea dei rappresentanti; venne sfiduciato il 31 luglio 2016. 
Si tratta del primo governo formatosi dopo le prime elezioni presidenziali e parlamentari libere della Tunisia.
A gennaio il Presidente Beji Caid Essebsi aveva designato Habib Essid come primo ministro tunisino, alla guida di un esecutivo di unità nazionale. 
Il governo era formato da 27 ministri e 14 segretari di Stato e appoggiato da una coalizione di Nidaa Tounes, Unione Patriottica Libera (UPL), Afek Tounes, Ennahda e indipendenti. 
È rimasto in carica dal 5 febbraio 2015 al 27 agosto 2016 per un totale di 569 giorni, ovvero 1 anno, 6 mesi e 22 giorni.

## Composizione
| Carica                                                                                     | Nome e partito | Nome e partito | Nome e partito                         |
| ------------------------------------------------------------------------------------------ | -------------- | -------------- | -------------------------------------- |
| Primo ministro                                                                             |                |                | Habib Essid (Indipendente)             |
| Ministro della Difesa nazionale                                                            |                |                | Farhat Horchani (Indipendente)         |
| Ministro degli Interni                                                                     |                |                | Mohamed Najem Gharsalli (Indipendente) |
| Ministro degli Affari Esteri                                                               |                |                | Taïeb Baccouche (Nidaa Tounes)         |
| Ministro della Giustizia                                                                   |                |                | Mohamed Salah Ben Aïssa (Indipendente) |
| Ministro degli Affari Religiosi                                                            |                |                | Othman Battikh (Indipendente)          |
| Ministro dell'Economia e delle Finanze                                                     |                |                | Slim Chaker (Nidaa Tounes)             |
| Ministro dell'industria e dell'energia                                                     |                |                | Zakaria Hamad (Indipendente)           |
| Ministro del commercio                                                                     |                |                | Ridha Lahouel ((Indipendente)          |
| Ministro del Turismo                                                                       |                |                | Selma Elloumi Rekik (Nidaa Tounes)     |
| Ministro degli Affari Sociali                                                              |                |                | Ahmed Ammar Younbaii (Indipendente)    |
| Ministro dell'Istruzione Nazionale                                                         |                |                | Neji Jalloul (Indipendente)            |
| Ministro della Salute                                                                      |                |                | Saïd Aïdi (Nidaa Tounes)               |
| Ministro del Lavoro e Formazione Professionale                                             |                |                | Zied Adhari (Ennahda)                  |
| Ministro dei Trasporti                                                                     |                |                | Chiheb Ben Ahmed (Nidaa Tounes)        |
| Ministro dell’Ambiente e dello Sviluppo Sostenibile                                        |                |                | Nejib Derouiche (UPL)                  |
| Ministro delle Infrastrutture e del Coordinamento Regionale                                |                |                | Mohamed Salah Arfaoui (Indipendente)   |
| Ministro dell’Economia Digitale                                                            |                |                | Noomane Fehri (UPL)                    |
| Ministro del Demanio e del Territorio                                                      |                |                | Hatem El-Euchi (UPL)                   |
| Ministro dello Sviluppo e la Cooperazione Internazionale                                   |                |                | Yassine Brahim (Afek Tounes)           |
| Ministro della Gioventù e dello Sport                                                      |                |                | Maher Ben Dhia (UPL)                   |
| Ministro della Donna e dell'Infanzia                                                       |                |                | Samira Merai (Afek Tounes)             |
| Ministro degli Affari Culturali                                                            |                |                | Latifa Lakhdar (Indipendente)          |
| Ministro dell'Istruzione Superiore, Ricerca Scientifica e delle Tecnologie e Comunicazione |                |                | Chiheb Bouden (Indipendente)           |
| Ministro dell'Agricoltura                                                                  |                |                | Saâd Seddik (Indipendente)             |

## Attentati e critiche
Dopo gli attentati al  Museo Nazionale del Bardo nella capitale Tunisi, e a una località balneare di Susa, rivendicati dallo Stato islamico, il governo tunisino si è assunto la responsabilità per il modo inadeguato in cui le forze di polizia hanno affrontato le cose. 
Un portavoce del ministero della Giustizia tunisino ha confermato che almeno sei agenti di polizia erano stati deferiti a processo per negligenza criminale per non aver aiutato le vittime, la maggior parte dei quali turisti britannici. Altre 27 persone sono state deferite con accuse simili, ha affermato il ministero.
Il governo ha annunciato pubblicamente le accuse dopo che è stato sconfessato da un'inchiesta britannica sugli attentati.
Il rapporto britannico metteva a nudo i fallimenti delle forze di sicurezza tunisine.
"La risposta della polizia è stata nel migliore dei casi caotica e nel peggiore dei casi codarda", ha detto il giudice Nicholas Loraine-Smith, che ha presieduto l'inchiesta britannica, in un'emozionante udienza. “Avevano tutto il necessario per affrontare l'uomo armato e avrebbero potuto essere sulla scena in pochi minuti. Il ritardo era deliberato e ingiustificabile".
Lo stesso primo ministro in un'intervista con RFI ha riconosciuto che ci sono state delle "lacune" e "falli nella sicurezza" nella gestione degli attentati.

## Sfiducia
Il 31 luglio 2016 il parlamento tunisino ha approvato una mozione di sfiducia contro l'esecutivo, con 118 voti favorevoli, 27 astenuti e 3 contrari. Il primo ministro Essid era da tempo sotto pressioni per dimettersi, da quando a giugno il presidente Beji Caid Essebsi aveva auspicato la creazione di un nuovo governo di unità nazionale, per portare avanti le riforme istituzionali e calmare le tensioni sociali, causate dai recenti problemi di sicurezza ma soprattutto dalla crisi economica del paese, che ha portato a un'elevata disoccupazione, specialmente tra i laureati.
Il governo è rimasto in carica per il disbrigo degli affari correnti fino al 27 agosto 2016, quando, dopo un giro di consultazioni, venne formato l'esecutivo al-Shāhed, guidato dall'ingegnere e politico tunisino Yūssef al-Shāhed.